# Julmust
Le Julmust est une boisson gazeuse suédoise et norvégienne. Elle est consommée principalement autour de Noël, faisant baisser à cette période la consommation de Coca-Cola d’environ 50 %. Après Noël, elle est très peu consommée et est vendue sous le nom de « must ». A Pâques, elle est vendue sous le nom de « påskmust » (påsk qui signifie pâques). 
La boisson contient de l'eau gazeuse, du sucre, de l'extrait de houblon, de l'extrait de malt, des épices, du caramel, de l'acide citrique et des agents de conservation. 

## Histoire et consommation
Le Julmust est créé en 1910 par Harry Roberts. Il s'agissait à l'époque de créer une alternative à la bière sans pour autant que la boisson soit alcoolisée. Durant la période de Noël, 60 millions de litres de cette boisson sont consommés chaque année, dont 75 % au mois de décembre, lors des fêtes de Noël.

## Bjäre julmustde Coca-Cola
En Suède, les ventes de Julmust surpassent celles de Coca-Cola à la saison de Noël, faisant chuter celles de Coca-cola de 50 %. Ce serait l'une des raisons pour laquelle la Coca-Cola Company a stoppé son contrat avec l'embouteilleur local Pripps en juin 1996. La Coca-Cola Company a ainsi fondé la Coca-Cola Drycker Sverige AB en Suède en avril 1997 et la Coca-Cola Beverages Norway AS en Norvège en septembre 1998. La Coca-Cola Drycker Sverige a produit son propre julmust sous le nom « Bjäre julmust » bien qu'elle n'ait jamais communiqué officiellement à ce sujet avant 2004 et qu'elle achetait le sirop à Roberts AB. En 2007, le Bjäre julmust n'était vendu que dans les restaurants McDonald's et à Noël 2008 il n'était plus dans la liste des produits de Coca-Cola sauf pour Noël 2011.